# 우고 지진
우고 지진(羽後地震)은 1810년 9월 25일에 일본의 오가반도 부근에서 발생한 지진이다. 지진 규모는 M6.5. 와키모토 지역이 진도7급이었던 것으로 추정된다. 이 지진으로 57명의 사망자가 발생했다.

## 같이 보기
- 오가 지진